# Linea Tōbu Kiryū
La linea Tōbu Kiryū (東武桐生線?, Tōbu Kiryū-sen), gestita dalle Ferrovie Tōbu, è una ferrovia di carattere regionale della prefettura di Gunma, Giappone, a scartamento ridotto che collega le stazioni di Ōta, nella città omonima  e Akagi, a Midori.

## Caratteristiche
La linea è lunga 20,3 km ed è totalmente elettrificata a corrente continua con catenaria superiore a 1500 V. La ferrovia è totalmente a binario singolo, a scartamento ridotto di 1067 mm. Le stazioni lungo la linea sono 8.

## Servizi
La linea è percorsa solo da treni locali effettuanti tutte le fermate con una frequenza tipica di 1 treno all'ora (da due a tre nelle ore di punta della mattina e della sera), oltre all'espresso limitato Ryōmō.

## Stazioni
| Stazione    | Stazione | Distanza totale | Distanza interst. | Collegamenti              | Posizione |
| ----------- | -------- | --------------- | ----------------- | ------------------------- | --------- |
| Ōta         | 太田     | -               | 0.0               | Linea Tōbu Isesaki        | Ōta       |
| Sammaibashi | 三枚橋   | 3.4             | 3.4               |                           | Ōta       |
| Jiroembashi | 治良門橋 | 2.5             | 5.9               |                           | Ōta       |
| Yabuzuka    | 藪塚     | 3.8             | 9.7               |                           | Ōta       |
| Azami       | 阿左美   | 3.2             | 12.9              |                           | Midori    |
| Shin-Kiryū  | 新桐生   | 1.7             | 14.6              |                           | Kiryū     |
| Aioi        | 相老     | 2.3             | 16.9              | Ferrovia Watarase Keikoku | Kiryū     |
| Akagi       | 赤城     | 3.4             | 20.3              | Linea Jōmō                | Midori    |